# Samuel Luther von Geret

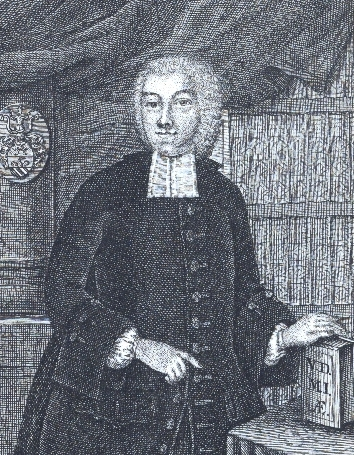
Samuel Luther von Geret

Samuel Luther von Geret (* 18. Juni 1730 in Thorn; † 28. September 1797 ebenda) war ein deutscher evangelischer Theologe, Jurist und Politiker.

## Leben
Als Sohn des Pastors und Seniors des Ministeriums in Thorn Christoph Heinrich Andreas Geret (1686–1757) geboren, besuchte er das Gymnasium seiner Heimatstadt. Er studierte seit dem 5. Mai 1749 an der Universität Frankfurt (Oder), setzte seine Studien an der Universität Göttingen fort und wechselte an die Universität Wittenberg, wo er sich am 30. April 1751 den akademischen Grad eines Magisters der Philosophie erwarb. Nachdem er seine Vorleseerlaubnis an Hochschulen als Magister legens am 18. Dezember 1752 erworben hatte, wurde er am 13. Juli 1753 als Adjunkt an die philosophische Fakultät der Wittenberger Hochschule aufgenommen. Im selben Jahr wurde er zum korrespondierenden Mitglied der Göttinger Akademie der Wissenschaften gewählt.
Im November 1753 wurde er in Wittenberg außerordentlicher Professor der Philosophie und ging 1754 als Gymnasialprofessor nach Thorn zurück. Hier wurde er 1755 Adjunkt seines Vaters. Als ordinierter Prediger und Abgeordneter der Stadt Thorn ging er an die protestantischen Höfe und Städte nach Deutschland, Holland und England, um Kollekten zur Erbauung einer neuen evangelischen Marienkirche in Thorn zu sammeln. Auf diesen Reisen wurde von Geret Mitglied gelehrter Gesellschaften in Augsburg, Mainz, Göttingen und Jena.
Nach seiner Rückkehr trat er aus dem geistlichen Stande aus, wurde 1759 Sekretär der Stadt Thorn und war als solcher öfter am königlichen Hof in Warschau, wo er sich 1766 bis 1776 ständig aufhielt. Während dieser Zeit promovierte er 1772 als Universitätskurator an der Universität Göttingen zum Doktor beider Rechte, übernahm 1774 die Stelle des Syndikus der Stadt Thorn und war königlich preußischer Hof- und Kriegsrat. Ab 1775 saß er im Rat der Stadt Thorn, wurde vom polnischen König in den Adelsstand erhoben und war von 1782 bis 1783 Burggraf.
Geret schrieb von 1787 bis 1797 die Thornischen historischen Nachrichten, er war Verfasser und Herausgeber verschiedener Thornischen und Warschauscher Staatskalender, und anderer kleiner Schriften und Aufsätze. In seiner Zeit galt er als exzentrischer Verfechter der historischen Rechte seines Heimatlandes Westpreußen und seiner Stadt. Geret war aber in allen Fachbereichen ein gerechter Mann gewesen, den sein nationaler und lokaler Patriotismus zum erbitterten Gegner und später zum Anwalt der Hohenzollern machte.

## Werkauswahl
- Epistola gratulatoria ad Borkowskium et Gieringium Praeconsules Thorunenses de experiencia una solaque rerum magistra. Danzig 1748
- Epistola gratulatoria ad parentem. Göttingen 1752
- Exercitationis variorum de Arnobio Afro, eiusque theologia, iudicia exhibentis, antelogium, de non contemnenda antiquissimorum inter Christianos doctorum scientia. Scheffler, Wittenberg 1752. (Digitalisat Teil 1), (Teil 2)
- Christ. Gottl. Ungeri Diss. de vita Aldi Pii Manutii Romani meritisque in rem literatam, observationibus illustrata. Scheffler, Wittenberg 1753. (Digitalisat)
- In numisma Noricum honori perillustris excellentissimique viri Paulli Jacobi de Marperger dynastae Schiebelsbergi sacrae Caesareae Majestatis consiliis Reipublicae Noribergensis consiliarii primi Franconicaeque regionis legati cusum commentarius. Berger & Boedner Rostock/Wismar 1755. (Digitalisat)
- Thornische wöchentliche Nachrichten und Anzeigen, nebst einem Anhange von gelehrten Sachen. Thorn 1760–1772 12. Bände (enthalten die zuverlässigste Nachrichten des Polnischen Reichs und dissidentischen Angelegenheiten jener Zeit).
- Reponse für le Memoire touchant la Douane dans la Prusse polonoise. Warschau 1765, Thorn 1767
- Ordinatio Uladislai IV. ratione cousiliorum in. Conventibus Prussiae, cum annotationibus. Thorn 1766
- Vox Pruthenorum, ad ill. Valerian. Piwnicki, Ensiser. terr. Pruss. gener. h. t. Nuntium terr. Pr. in Comitiis extraord. Regni. Warschau 1767. (Digitalisat)
- Ceremonial circa praestationem iuramenti celsissimi principia Episcopi Varmiensia usitatum et observandum. Warschau 1768
- Handbuch für Römer, Griechen und Dissidenten in Stadt – Schloss und Landgerichten zum gemischten Gericht. Warschau 1769 (Polnisch und Deutsch)
- Die aus den Gräbern durchdringende Stimme derer vor zweyhundert und hundert funfzig Jahren verstorbenen wahren und ächten Preussen, zur Erweckung und Besserung an die jetztlebenden zu Polen ausgearteten Preussen, gehöret in verschiedenen alten Schlössern u. Klöstern in Preussen. Hinz, Mitau 1774. (Digitalisat)
- Erwägungen. Frankfurt und Leipzig 1774
- Beherzigungen in Ansehung der Stadt Thorn; nebst einer Landcharte. 1775
- Der Einzug Romanzof's. vom Feldzuge mit Siegespränge in Moskau: ein Gedicht. Warschau 1775
- Bruchstücke von Gedanken und Geschichte. 1ste Fracht. Winterthur (Hamb.) 1781, (Zur 2ten Fracht ist das Manuskript größtenteils fertig hinterlassen).
- Schreiben eines Polen an einen Freund in Sachsen über das Schreiben eines Elbingers und dessen Einleitung: die gegenwärtigen Streitigkeiten der Stadt Danzig betreffend. (Hamburg) 1784, 2. Schreiben Hamburg 1784
- Verbesserungen von einigen Liedern nach dem Thorner Gesangbuch, zur Probe. Warschau 1783
- Das jetztlebende Thorn. Frankfurt und Leipzig (Posen) 1793
- Belehrende historische Nachricht von dem eigentlichen wahren Jahrhunderte hindurch bestehenden Vaterlande der Stadt Thorn durch Natur und Diplome gesichert. Erfurt 1796. (Digitalisat)